# Jacqueline Lawrence
Jacqueline Lawrence (ur. 25 kwietnia 1982) – australijska kajakarka górska, wicemistrzyni olimpijska.
Srebrna medalistka igrzysk olimpijskich w Pekinie w 2008 roku w slalomie K-1, przegrywając jedynie z dwukrotną triumfatorką olimpijską w tej specjalności Słowaczką Eleną Kaliską.